# Jack Pot (film 1940)
Jack Pot è un cortometraggio del 1940 diretto da Roy Rowland.
Il cortometraggio fa parte della serie cinematografica  Crime Does Not Pay,  episodio n. 28; per questo è conosciuto anche con il titolo Crime Does Not Pay No. 28: Jack Pot.